# Renault Talisman
Renault Talisman je nástupcem modelů Renault Laguna a Renault Latitude. Tento sedan a kombi střední třídy je v Jižní Koreji označován jako Renault Samsung SM6. Verze automobilu pro Evropu byla poprvé představena na zámku Chantilly v červenci 2015.

## Popis
Renault Talisman je postaven na platformě CMF-CD, kterou společně vyvinuli Renault a Nissan. Původně měl vůz pět úrovní výbavy: Life, Zen, Business, Intens a Initiale Paris. V březnu 2018 přibyla sportovní edice S disponující motorem 1,8 l 165 kW. 
K vybavení patří například 8,7" dotykový displej, adaptivní tempomat, varování před opuštěním jízdního pruhu, detekce dopravních značek s výstrahou nadměrné rychlosti a výstraha mrtvého úhlu. Automobil splňuje emisní normy EURO6 a při zahájení prodeje získal plný počet pěti hvězd v bezpečnostních testech Euro NCAP.
U Renaultu Talisman nabízí výrobce systém 4CONTROL, který zahrnuje elektronickou regulaci tuhosti tlumičů a také natáčení kol zadní nápravy proti směru, kterým se natáčejí kola přední nápravy.

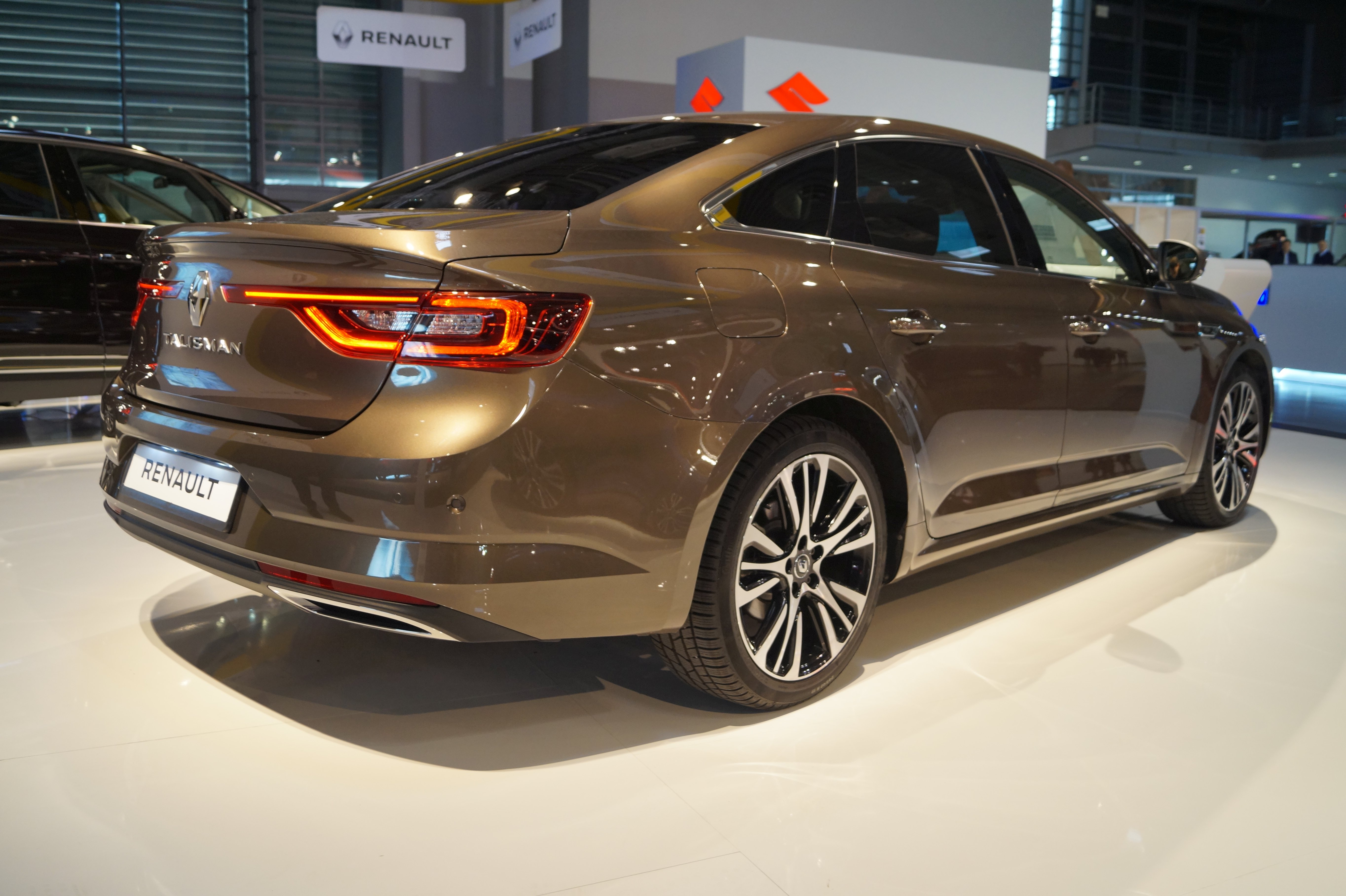
Renault Talisman sedan, zadní část
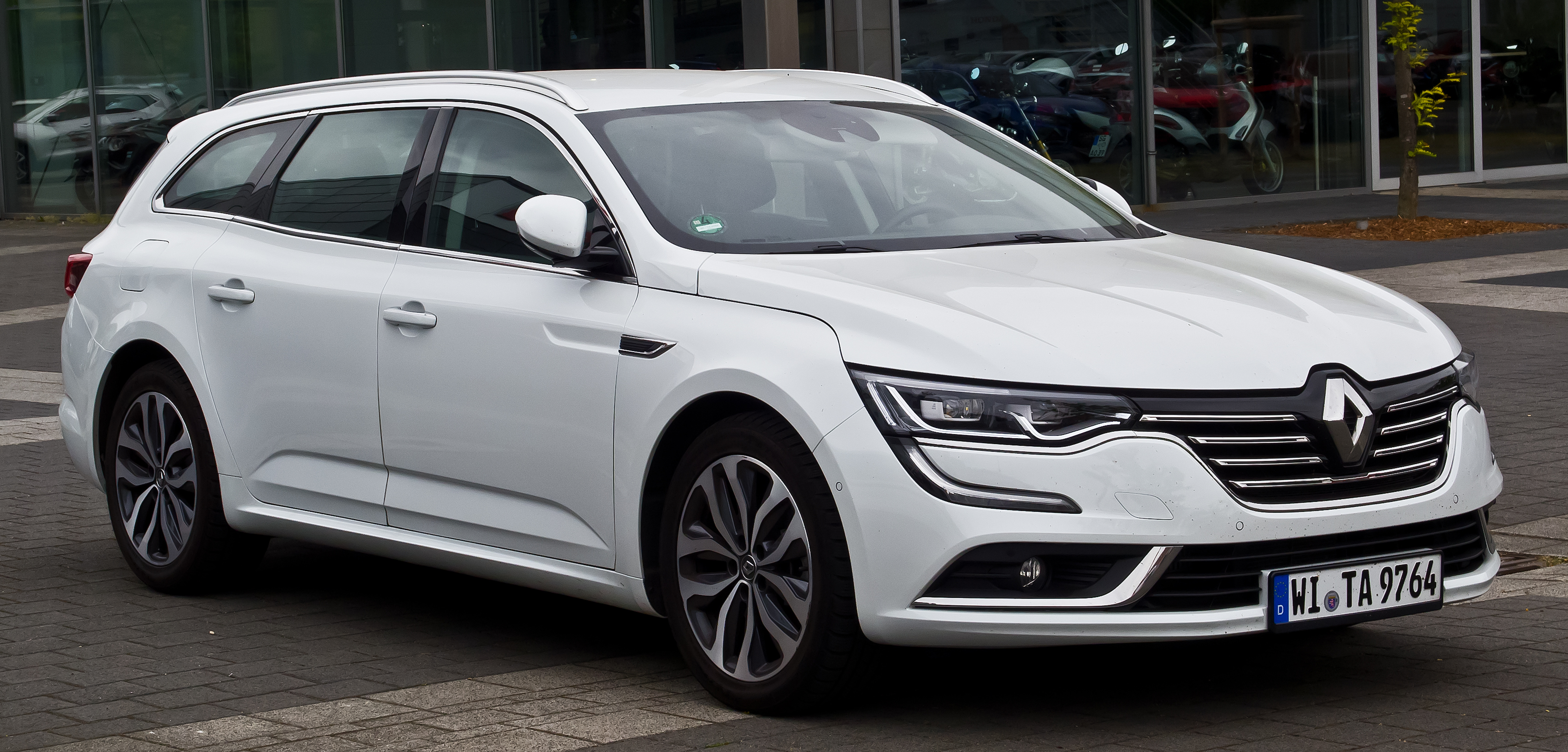
Renault Talisman kombi (Grandtour)
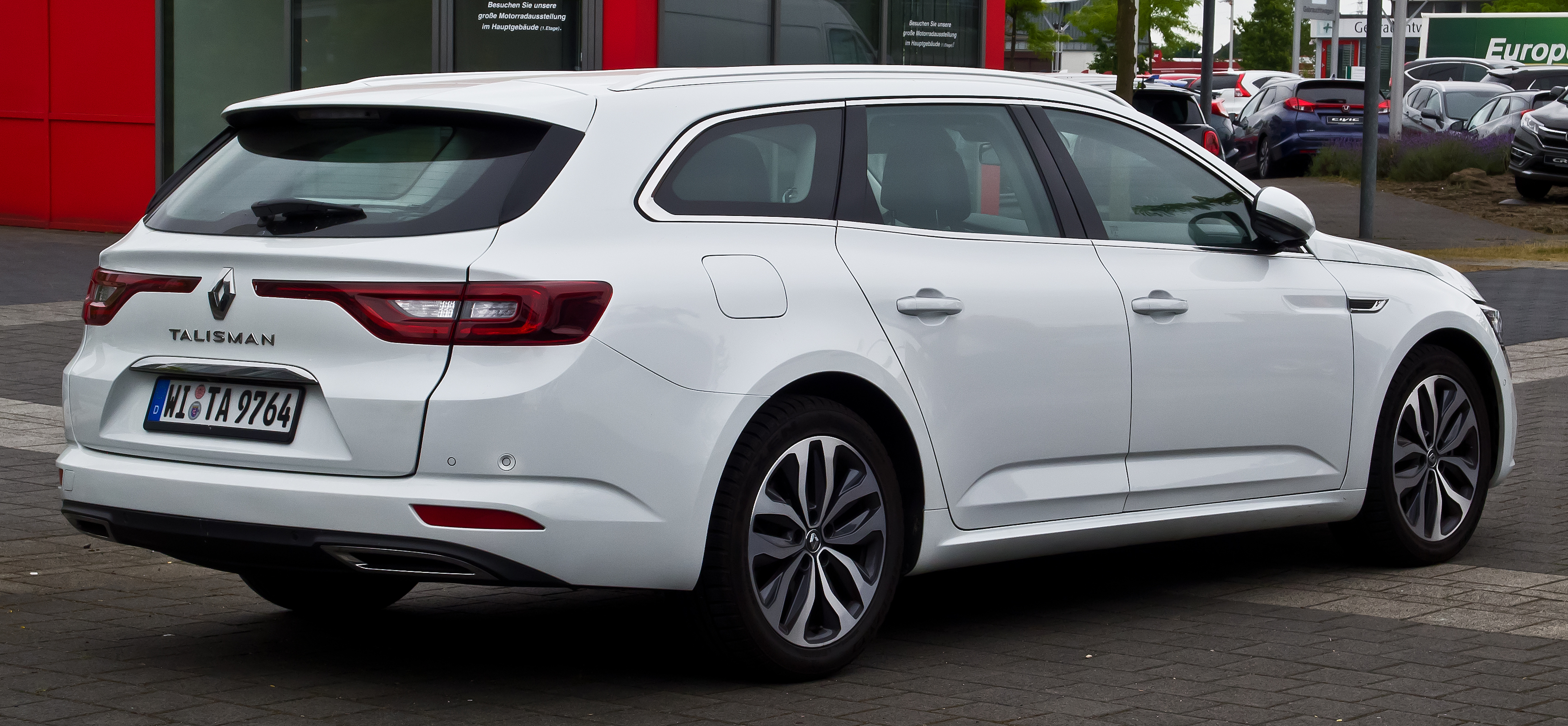
Renault Talisman kombi zadní část
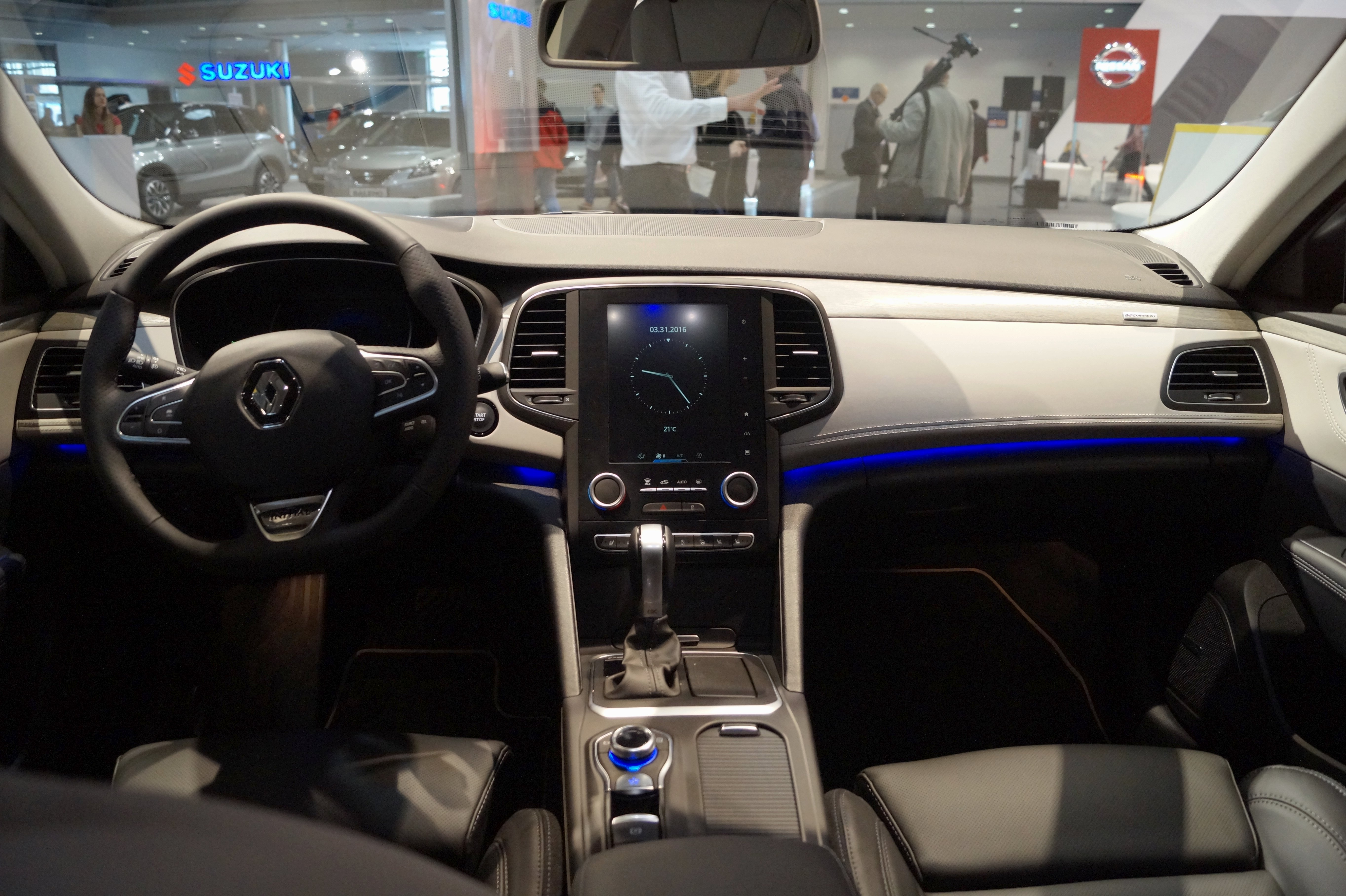
Interiér Renaultu Talisman

## Motory
| Název   | Objem    | Výkon  | Točivý moment           | Max. rychlost | 0–100 km/h |
| ------- | -------- | ------ | ----------------------- | ------------- | ---------- |
| TCe 150 | 1618 cm³ | 110 kW | 220 Nm při 1750 ot./min | 215 km/h      | 9,6 s      |
| TCe 200 | 1618 cm³ | 147 kW | 260 Nm při 2500 ot./min | 237 km/h      | 7,6 s      |
| TCe 225 | 1798 cm³ | 165 kW | 300 Nm při 1750 ot./min | 240 km/h      | 7,4 s      |
| dCi 110 | 1461 cm³ | 81 kW  | 260 Nm při 1750 ot./min | 190 km/h      | 11,9 s     |
| dCi 130 | 1598 cm³ | 96 kW  | 320 Nm při 1750 ot./min | 205 km/h      | 10,4 s     |
| dCi 160 | 1598 cm³ | 118 kW | 380 Nm při 1750 ot./min | 215 km/h      | 9,4 s      |